# 郊区乡
郊区乡，是中华人民共和国新疆维吾尔自治区塔城地区额敏县下辖的一个乡镇级行政单位。

## 行政区划
郊区乡下辖以下地区：
郊东村、依萨塔木村、三里庄村、七里堡村、八里营村、九家户村、吾守尔台巴斯陶村、霍斯巴斯陶村、吐尔宫村、北郊村、清泉村、甘泉村、喀拉墩村、加依勒玛村、阿尔夏特村、萨斯克阔普尔村、阔克加依达克村、宫塔木村、霍尤尔莫墩村、巴尔鲁克库热一村、新村、巴尔鲁克库热二村、锡伯特村和霍斯吉拉村。